# Abdij Sainte-Marie de Lagrasse

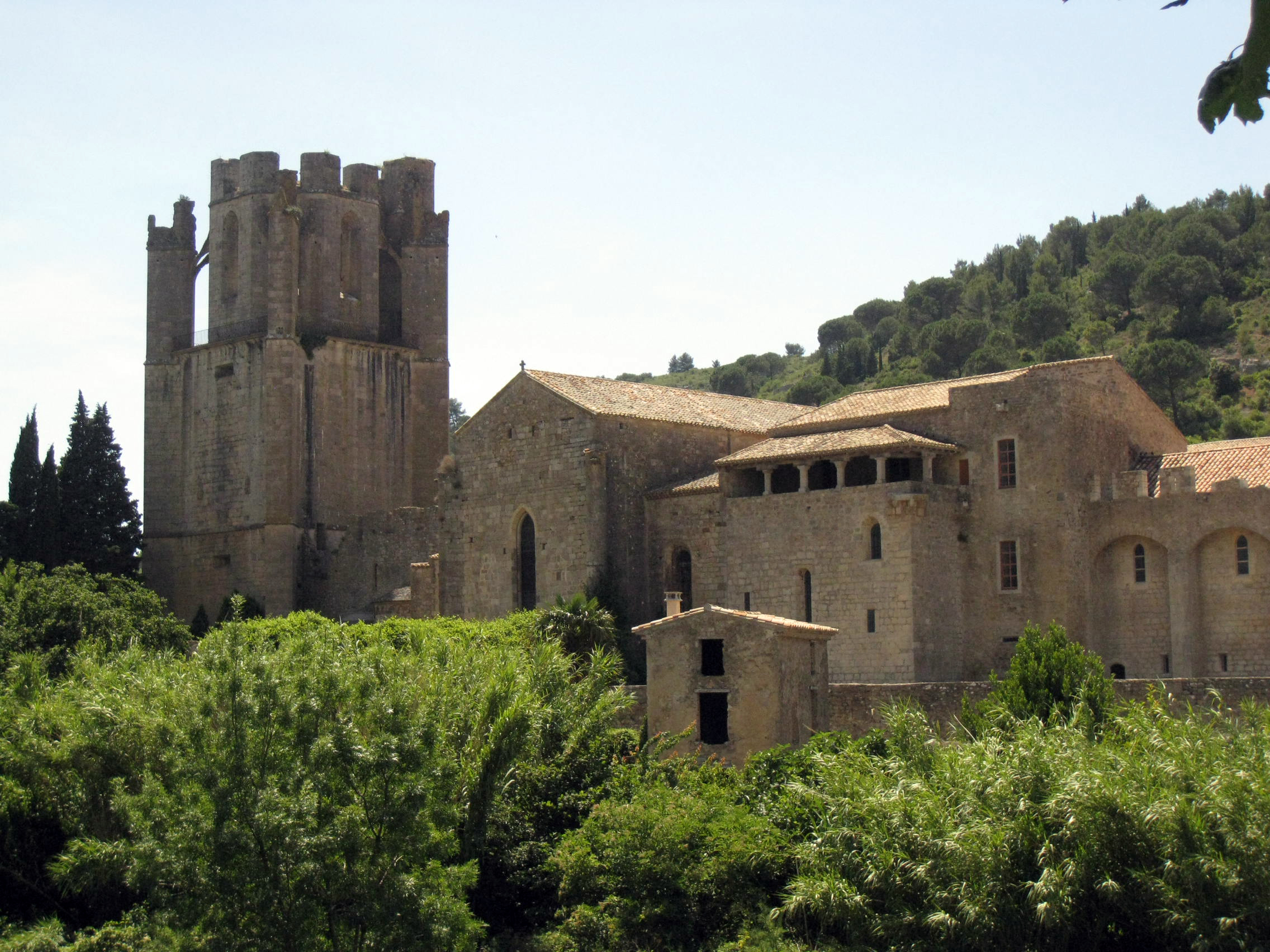
Abdij Sainte-Marie de Lagrasse

De Abdij Sainte-Marie de Lagrasse (ook wel Sainte-Marie d’Orbieu) is een abdij in de gemeente Lagrasse langs de oever van de rivier Orbieu in het departement Aude in de streek Languedoc-Roussillon in het zuiden van Frankrijk. Het was vanaf de stichting in 779 tot de Franse Revolutie een benedictijnenabdij. Sinds 2004 wordt een deel van het complex weer als klooster gebruikt door de communiteit van de Reguliere Kanunniken van de Moeder Gods (Chanoines Réguliers de la Mère de Dieu).

## Geschiedenis van de abdij

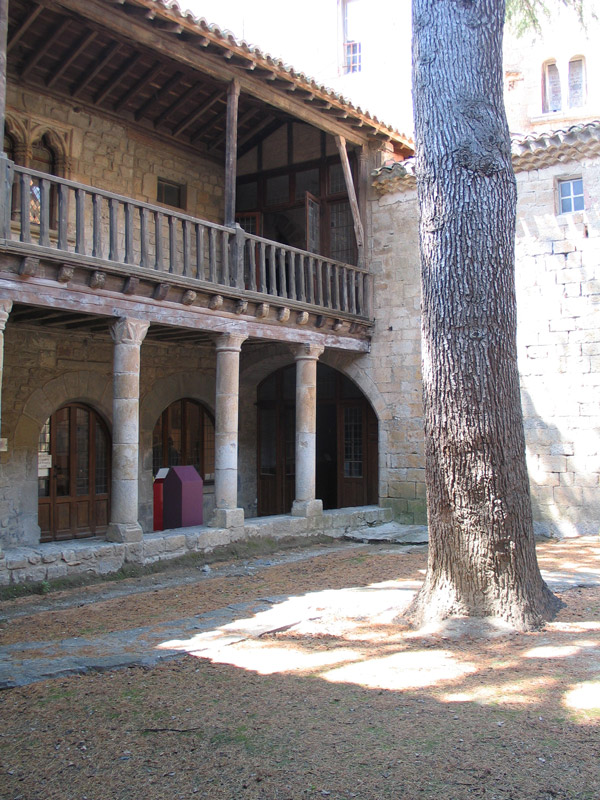
De binnenplaats van het abdijpaleis, gebouwd tussen 1279 en 1309

De stichtingsdatum van het oorspronkelijke klooster is niet bekend. In 779 reconstrueerde abt Nimphibius, aartsbisschop van Narbonne het klooster. De abdij stond vanaf dat jaar onder bescherming van Karel de Grote. De interventie van de keizer had een grote invloed op de ontwikkeling van het klooster. Van de 9e tot de 11e eeuw speelde het klooster een vitale rol in het religieuze leven van de Languedoc. Schenkingen van edellieden uit de omgeving versterkten de economische en politieke macht van de abdij in dit deel van Frankrijk. 
In de 12e en 13e eeuw, de periode waarin de katharen werden vervolgd, trachtten de abten van het klooster een verzoenende rol te spelen in het conflict en dankzij hun inspanningen sloten de steden Béziers en Carcassonne vrede met de katholieke kerk en de Franse koning. Abt Auger van Cogenx (1279-1309) was een van de belangrijkste bouwheren. Hij was verantwoordelijk voor onder andere de bouw van het abdijpaleis en de bouw van de kapel van Saint-Barthélemy in 1296.
In de 13e tot de 18e eeuw wisselden perioden van bloei en verval elkaar af. In de 17e eeuw werd het klooster opgenomen in de Congregatie van Saint-Maur (in 1663).
In de 18e eeuw werd het klooster gerenoveerd en verrijkt met een in classicistische stijl opgetrokken gebouw, het middelpunt van het nu nog functionerende klooster. In 1796 werd het kloostercomplex gesplitst en verkocht, nadat de laatste 14 monniken het klooster in 1792 al hadden verlaten. 
Het momenteel voor het publiek toegankelijke gedeelte valt voor het grootste deel samen met de middeleeuwse abdij. Het is nu in het bezit van de Conseil géneral van de Aude en het wordt verhuurd aan de gemeente Lagrasse.
Het private gedeelte omvat de gebouwen uit de 18e eeuw, sinds 2004 in gebruik door de communiteit van de Reguliere Kanunniken van de Moeder Gods.